# Ribellione di Moḥammad Taqi Khan Shirazi
La Ribellione di Moḥammad Taqi Khan Shirazi (detta anche Ribellione del 1744 a Nadir) fu un tentativo di ribellione nella Persia meridionale avvenuto nel 1744.

## Storia
La perdita di prestigio di Nadir Shah con la fallimentare campagna nel Daghestan e la ripresa della guerra con gli ottomani causarono diverse ribellioni interne alla Persia. La più importante di queste avvenne nei pressi di Shiraz dal gennaio del 1744 e fu guidata da Moḥammad Taqi Khan Shirazi, comandante della provincia di Fārs ed uno dei favoriti di Nadir. Nel giugno del 1744, Nadir saccheggiò Shiraz e schiacciò l'ultimo focolaio di rivolta in città.